# Economia da África
A Economia da África consiste na agricultura  e nos recursos dos povos da África. Embora algumas partes do continente tenham conseguido ganhos significativos nos últimos anos, dos 60 países revistos no relatório humano de desenvolvimento de 2003 das Nações Unidas, 25 das 53 nações africanas foram classificadas como tendo o mais baixo nível de vida entre as nações do mundo inteiro. Isto é em parte devido a sua história turbulenta. Desde o século XX, com a descolonização da Africa, a corrupção e o descaso das autoridades contribuíram para empobrecer a economia da África.
Porém, algumas nações alcançaram relativa estabilidade política, como é o caso da África do Sul. O principal bloco econômico é o SADC, formado por 14 países. O PIB total da África é de apenas 1% do PIB mundial e o continente participa de apenas 2% das transações comerciais que acontecem no mundo. Cerca de 260 dos mais de 800 milhões de habitantes da África vivem com menos de 1 dólar ao dia, abaixo do nível da pobreza definido pelo Banco Mundial.
Distinguindo-se pelas elevadas taxas de natalidade e de mortalidade e pela baixa expectativa de vida e abrigando uma população jovem, a África caracteriza-se pelo subdesenvolvimento. Aparecendo ao mesmo tempo como causa e consequência desse panorama, os setores econômicos em que os países africanos apresentam algum destaque constituem herança do seu passado colonial: o extrativismo e a agricultura - setores em que são baixos os investimentos e o custo da mão de obra - cuja produção é destinada a abastecer o mercado externo.
A incipiente industrialização do continente, por sua vez, está restrita a alguns pontos do território. Iniciou-se tardiamente, após o processo de descolonização, motivo pelo qual as indústrias africanas levam grande desvantagem em relação ao setor industrial altamente desenvolvido de países do Primeiro Mundo, ou mesmo de países subdesenvolvidos, mas industrializados, como o Brasil.
A base econômica da África está na agricultura, na criação de gado e no extrativismo mineral. A indústria é pouco desenvolvida.

## Agricultura
A agricultura é praticada de duas maneiras bem distintas: a agricultura de subsistência e a agricultura comercial, onde sobressai a plantation.

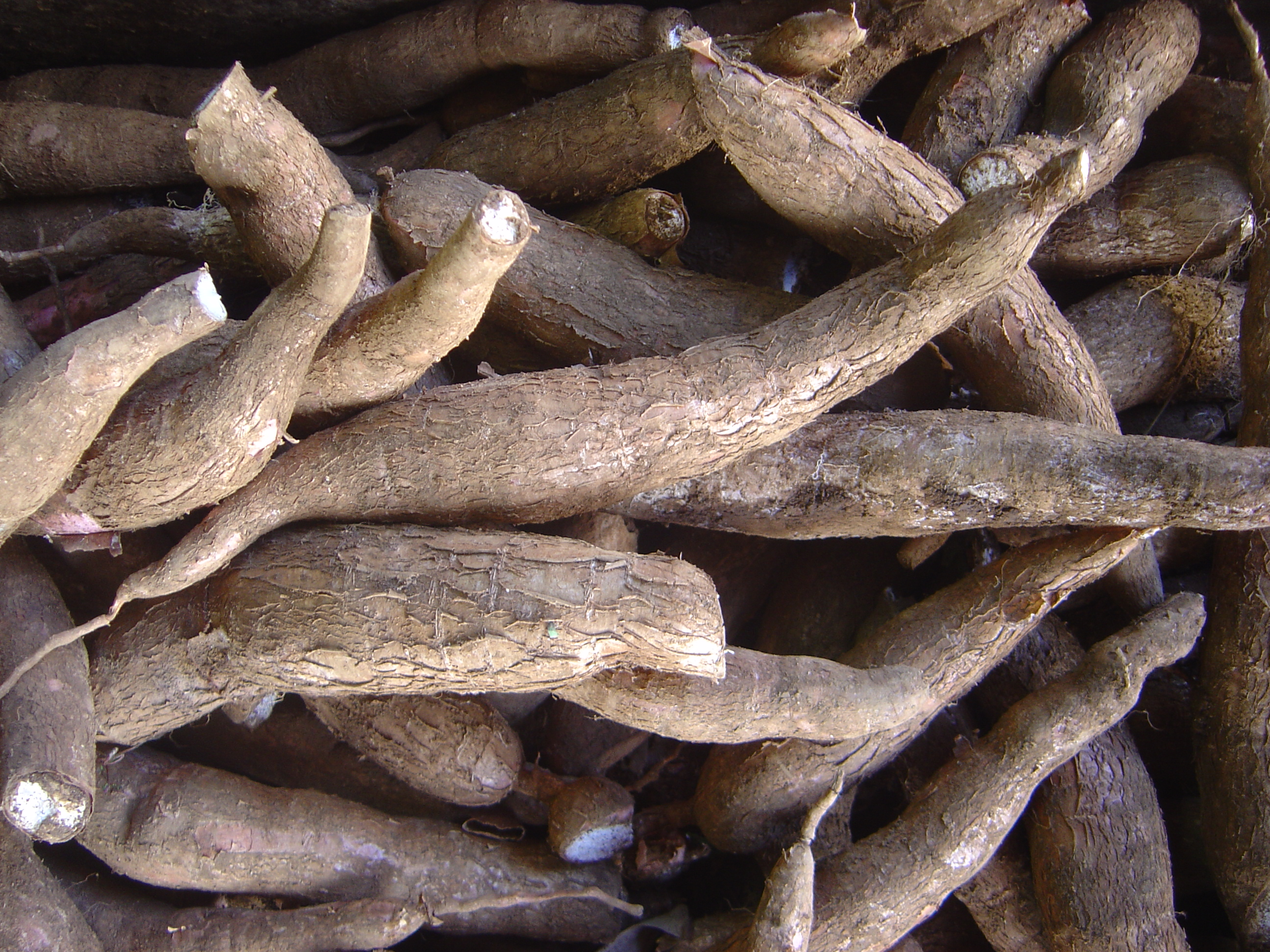
Raízes de mandioca após colheita.
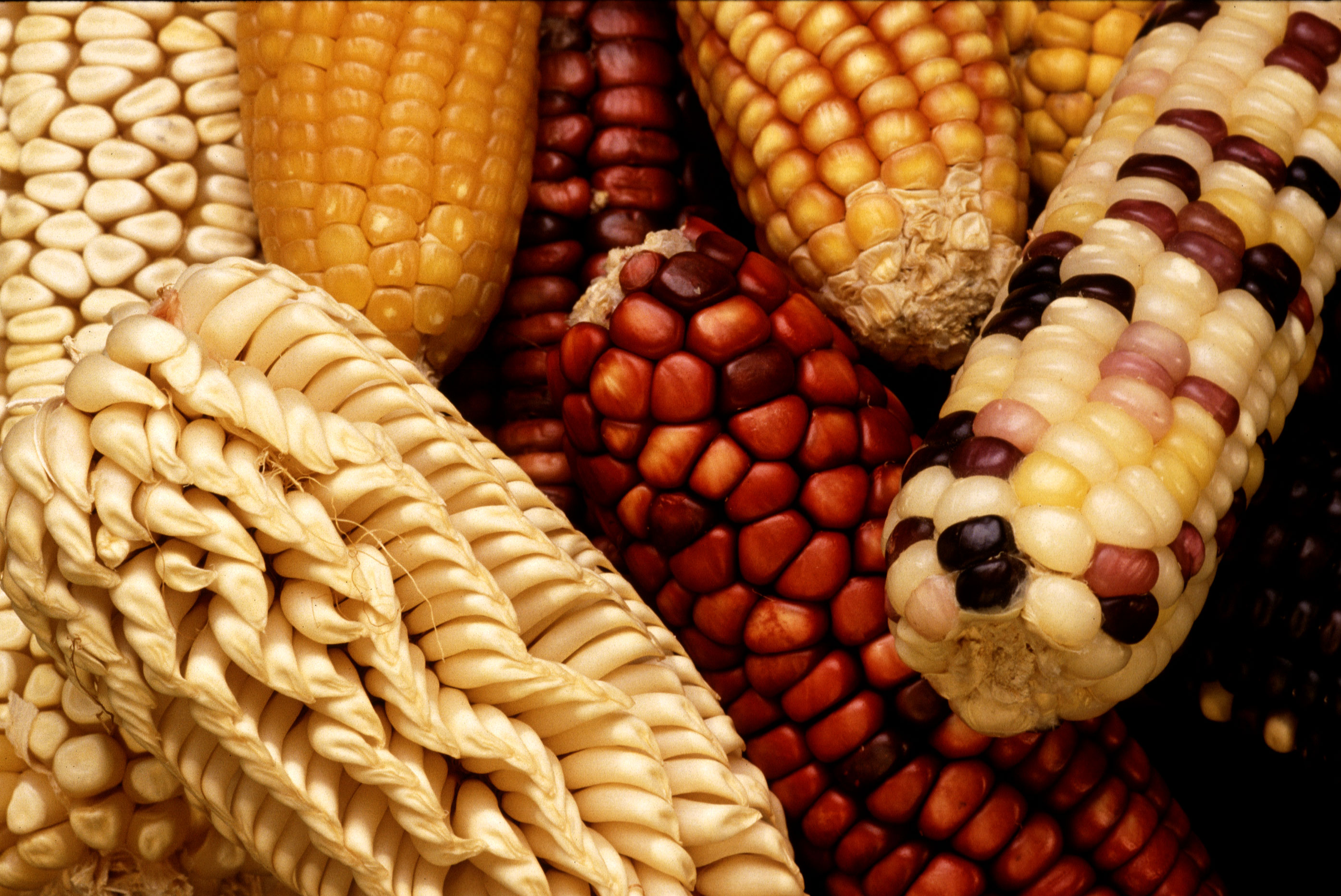
Variedades de milho.
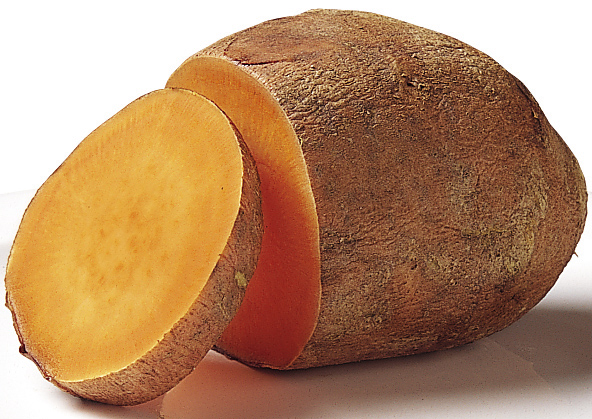
Batata-doce.
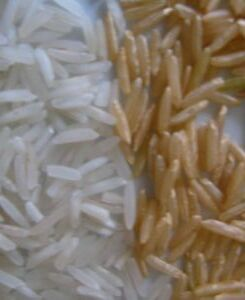
Arroz branco (à esquerda) e arroz marrom (à direita).

A agricultura de subsistência ocorre quando o agricultor consegue uma produção apenas suficiente para o seu sustento e de sua família. Na África, os principais produtos cultivados são: mandioca, milho, batata-doce, arroz e inhame. É conhecido também como agricultura itinerante, porque com o uso de técnicas rudimentares o solo fica pobre, duro, sem fertilidade. Depois que isso ocorre, o agricultor abandona a área e procura outra, deixando atrás de si um solo esgotado para práticas agrícolas.

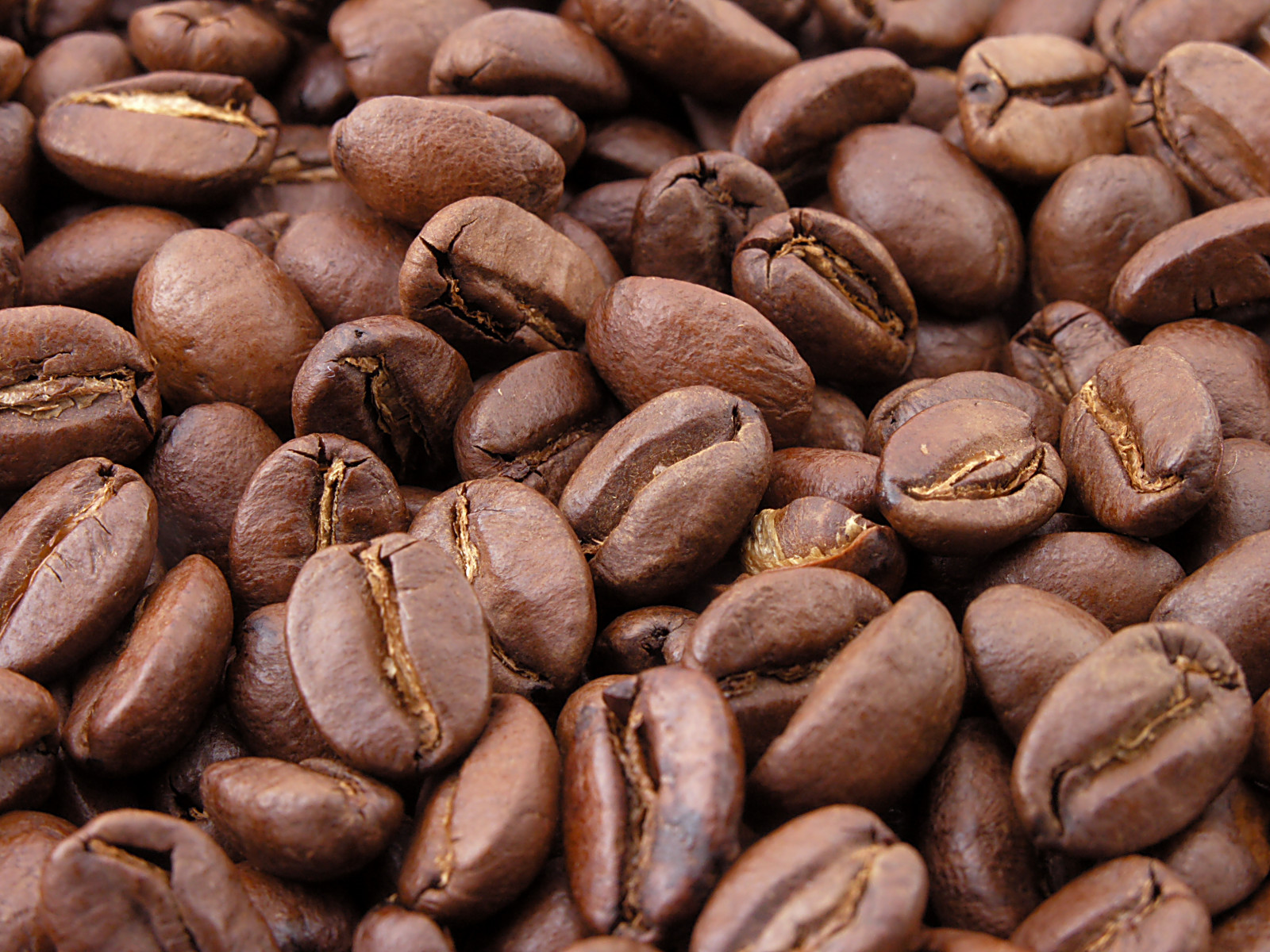
Grãos de café
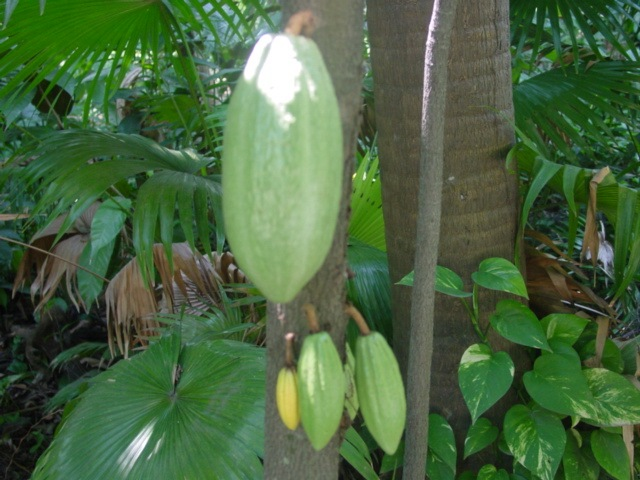
Cacau
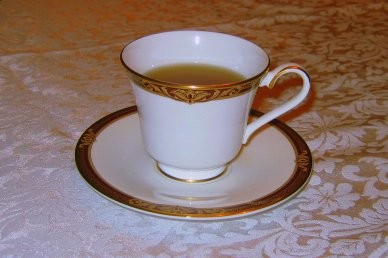
Uma chávena ou xícara com chá.
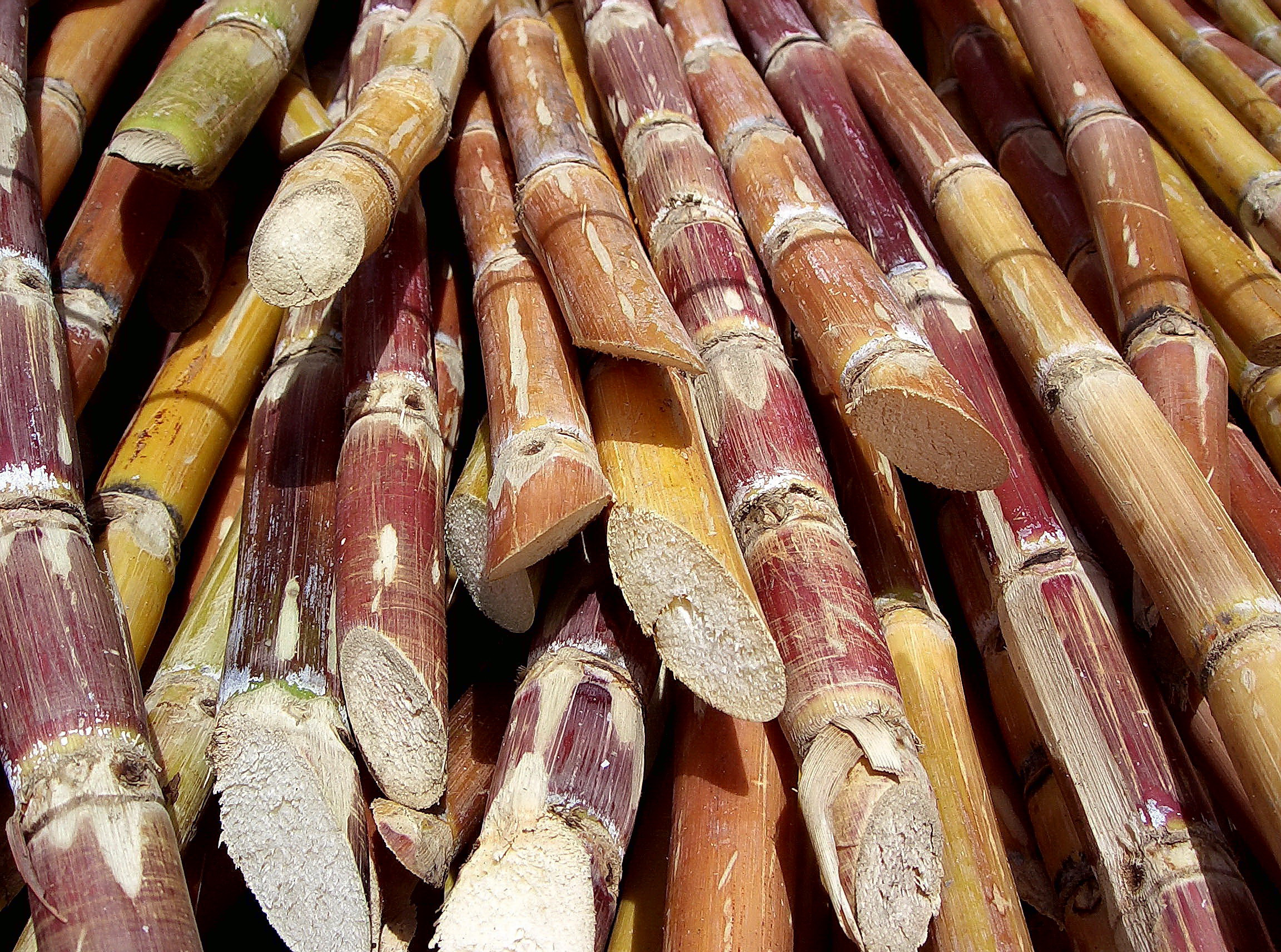
Cana-de-açúcar
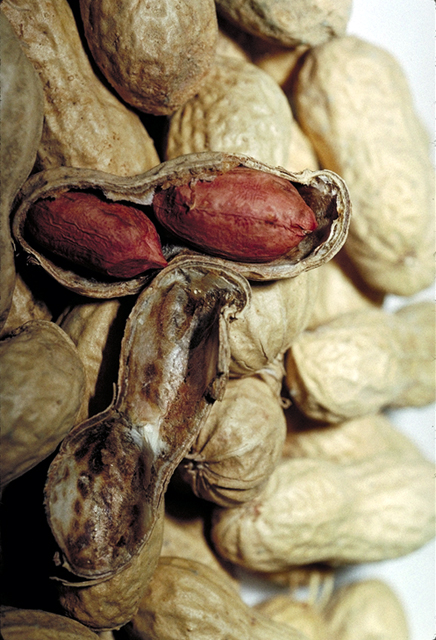
Amendoim
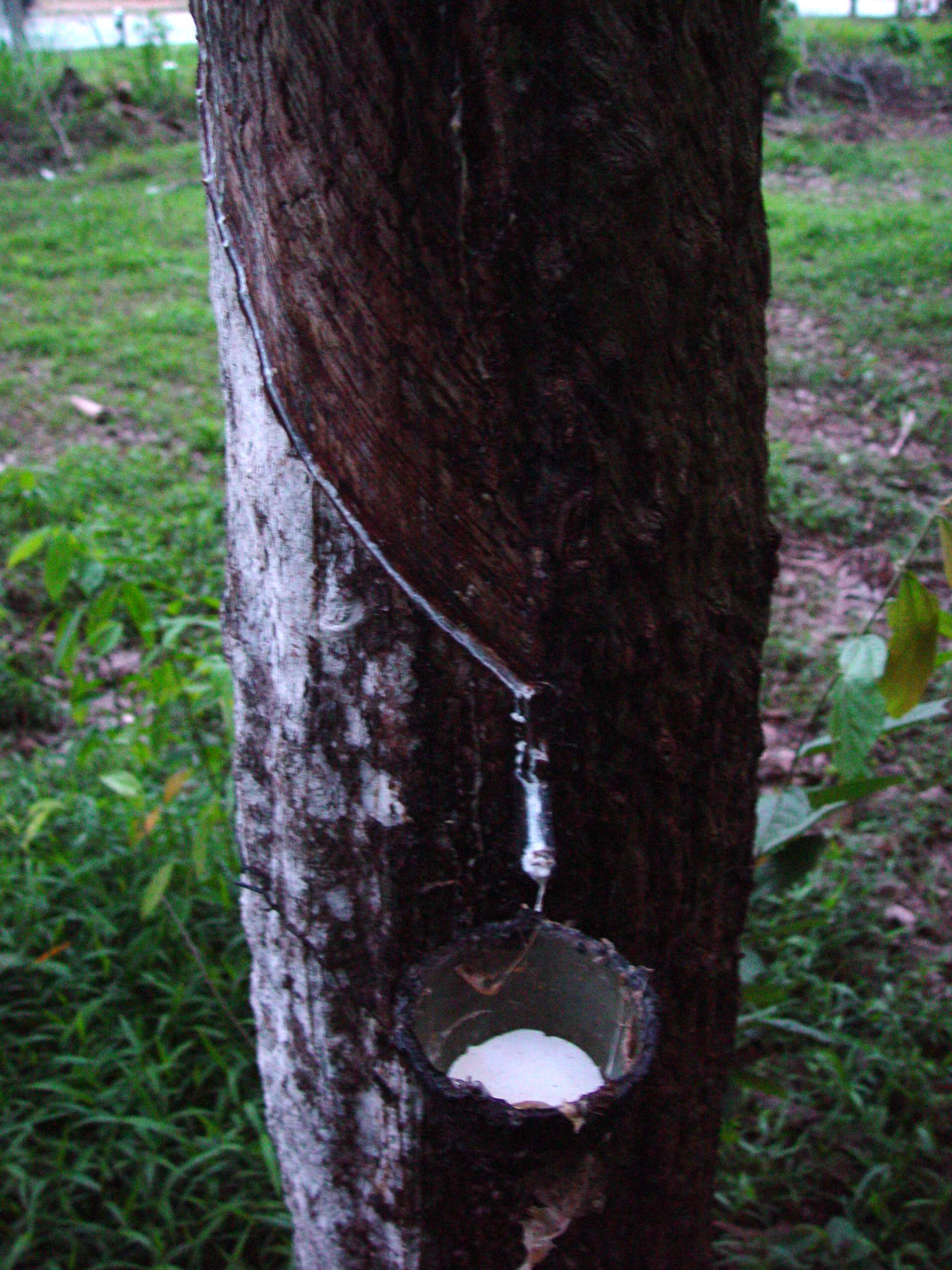
Coleta do látex da seringueira.
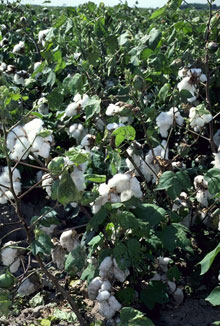
Plantação de algodão
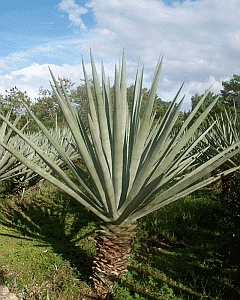
Planta do Sisal

Na África como na América Latina, a agricultura comercial foi introduzida pelos europeus sob a forma da plantation. Sua finalidade é fornecer produtos tropicais para suprir as necessidades internas e o comércio externo das metrópoles. Os produtos visavam, e até hoje visam, às exportações; os principais são: café, cacau, chá, cana-de-açúcar, amendoim e algodão.
A agricultura comercial ocupou as melhores terras agrícolas e introduziu o emprego de técnicas modernas, como sementes selecionadas, adubação, irrigação, drenagem, mecanização, etc.. Tudo isso, porém, nunca teve como objetivo as necessidades alimentares do povo. Sempre visou só aos interesses do mercado internacional, e ao lucro dos países exploradores. E o que é pior, o emprego da mão de obra nativa, com baixos salários, além de retirar milhares de agricultores do campo, onde produziam seus próprios alimentos, não lhes deu poder aquisitivo para comprá-los em quantidades suficientes para manter suas famílias, geralmente numerosas.
O resultado é que muitos países africanos enfrentam uma verdadeira desorganização rural. Vários deles têm procurado importar alimentos básicos, outros não conseguem suprir nem as necessidades essenciais do povo. Com isso, a subnutrição e a fome têm feito milhares de vítimas no solo africano.
No extremo norte do continente, onde o clima é mediterrâneo, cultivam-se: oliveiras, trigo, cevada, uvas, figos, etc..

## Pecuária
Os países africanos não são grandes criadores de gado. A criação, porém, representa um papel importante para os habitantes. Da mesma maneira que ocorre com as áreas agrícolas, o clima interfere muito no tipo de criação e na maneira de desenvolvê-la. De um modo geral, quase toda a criação é feita sem cuidados especiais e apresenta baixa produtividade.

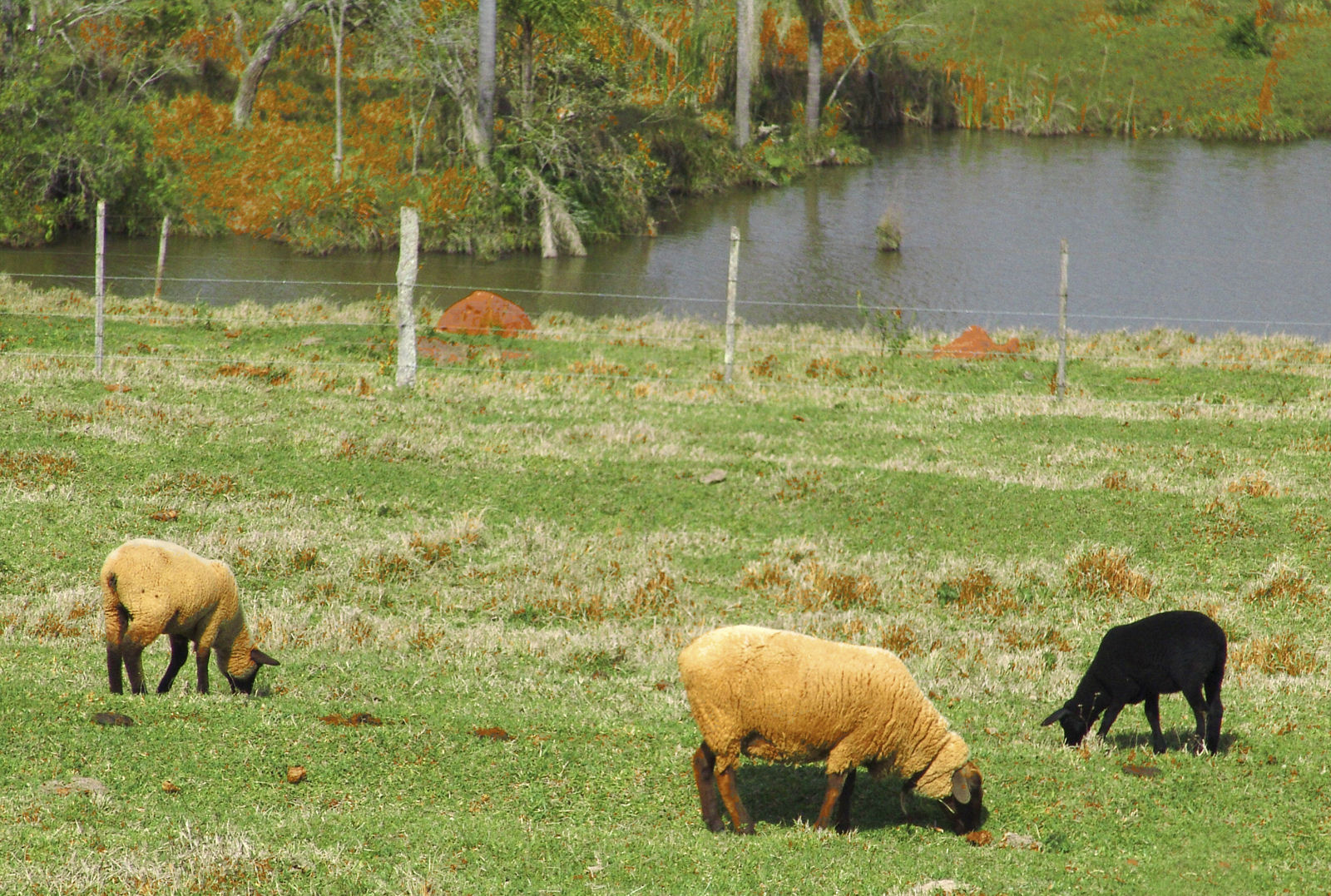
Pecuária ovina

A criação de ovinos é a principal. Com exceção da região equatorial, muito úmida ela aparece em todas as áreas. A República da África do Sul e a Etiópia são os maiores criadores.

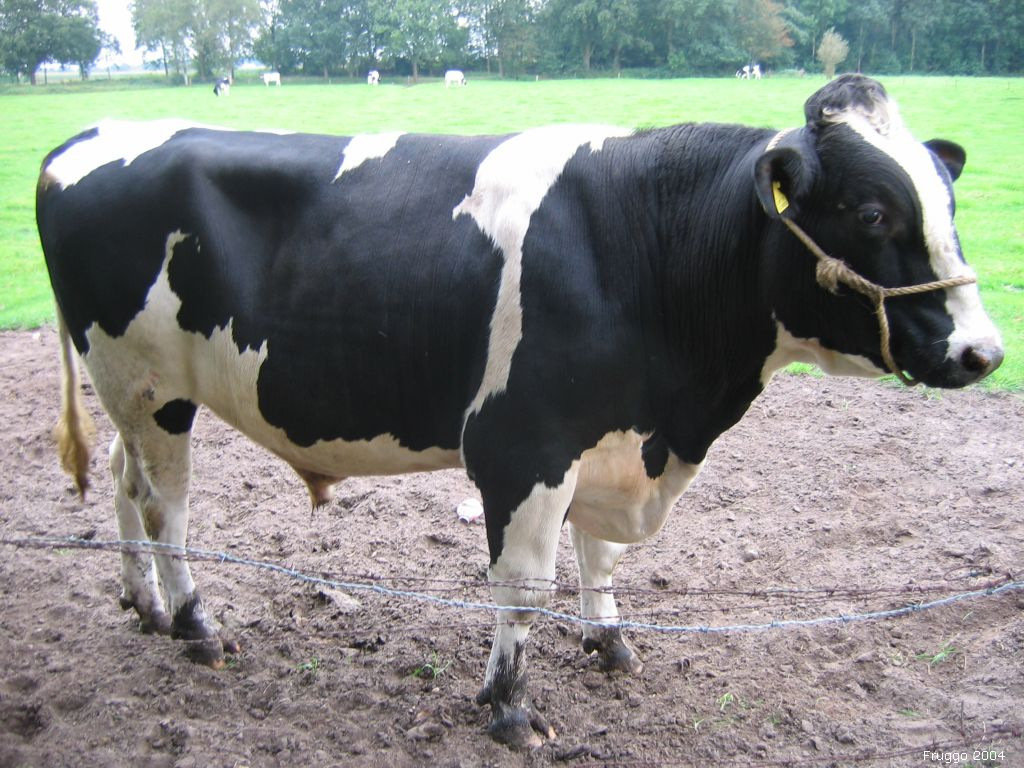
Pecuária bovina

O rebanho bovino é numericamente menor, pois os desertos e a floresta úmida dificultam muito seu desenvolvimento. As principais criações estão nas áreas mediterrâneas, nas estepes e nas savanas. A Etiópia é o maior criador. Nos trechos áridos e semiáridos das estepes aparece o pastoreio nômade.
Nas áreas mediterrâneas, além das criações de ovinos e bovinos, há também caprinos, camelos e dromedários. Estes últimos são importantíssimos meios de transporte no deserto.
sendo menos que a normal

## Extrativismo mineral e energia
A África é um continente muito rico em fontes de energia e recursos minerais. Sua exploração começou no século XIX, principalmente com empresas norte-americanas e europeias. Tais empresas empregam mão de obra nativa, modernos e caros equipamentos e exploram os recursos minerais de quase todos os países. Atualmente, os grupos econômicos externos ao continente dominam a exploração mineral.
Tal como ocorreu com a agricultura, essa exploração sempre atendeu somente os interesses dos países exploradores. Para conseguir seus objetivos, esses países aparelharam portos e construíram ferrovias. Nunca, porém, com intenção de integrar populações ou regiões, mas sim para ligar a zona de mineração com o porto exportador. Quase toda a produção é exportada em estado bruto e se encaminha para a Europa, Estados Unidos e Japão.
Com raras exceções, os países africanos não possuem condições para transformar seus minérios em produtos. Não possuem capitais para aparelhar portos, construir ferrovias, rodovias e aeroportos, nem para comprar todos os equipamentos necessários; também não têm tecnologia para construí-los. Além disso, não podem contar com mão de obra especializada em número suficiente.
Os principais produtos minerais são:

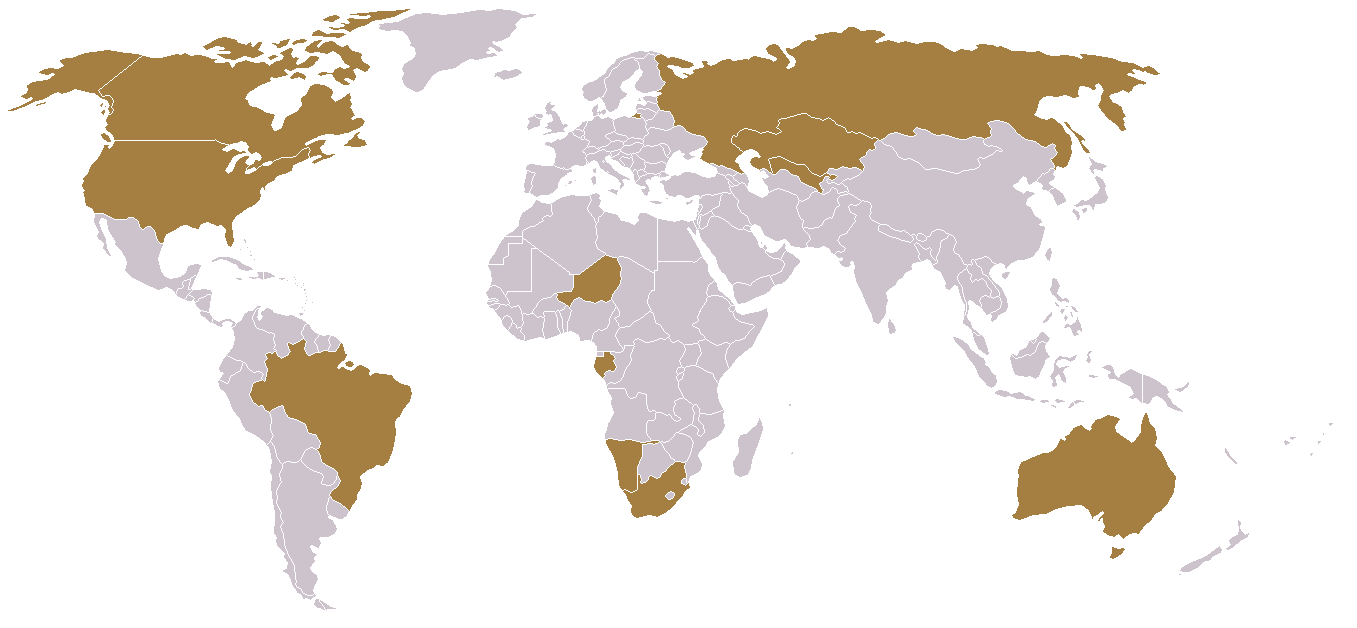
Mapa-múndi com a relação dos maiores produtores de urânio do mundo.

- minerais metálicos: manganês, bauxita, zinco, chumbo, níquel, cobalto, ferro;
- minerais não-metálicos: fosfatos, urânio, petróleo;
- minerais preciosos: ouro (cerca de três quartos da produção mundial), diamantes e prata.

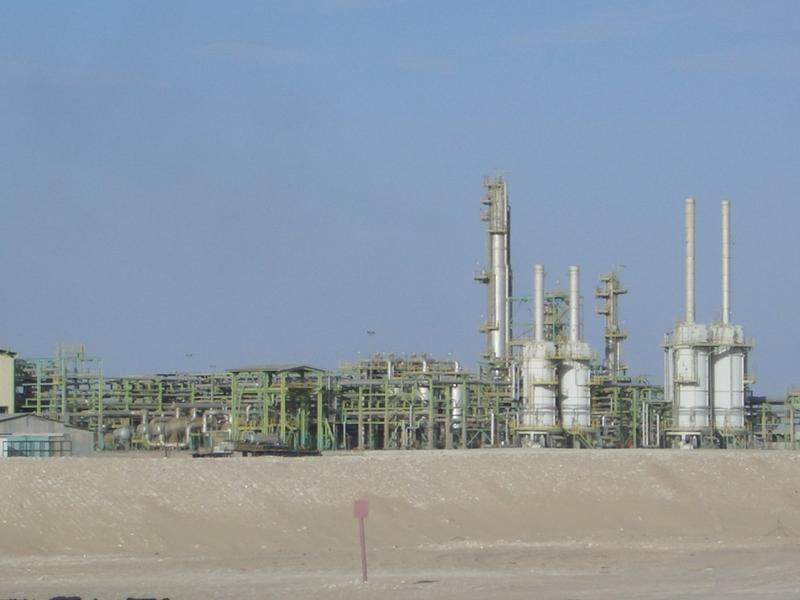
Instalação petrolífera.

A África também é muito rica em fontes de energia. O petróleo é produzido principalmente na Nigéria, em Angola, na Líbia e na Argélia. O setor hidrelétrico é rico. O continente possui um dos maiores potenciais do mundo, explicado pela presença de grandes e médios rios, correndo em áreas de planaltos. Apesar do grande potencial, a Africa apresenta pequena produção de eletricidade. Como ela não pode ser exportada, sua exploração não oferece nenhum interesse para os países exploradores.
As reservas de urânio são as maiores do mundo, da mesma forma que sua produção. Como acontece com os outros minerais, o urânio também é explorado por grupos econômicos estrangeiros.
Como podemos observar, a África é um continente muito rico em recursos minerais, mas quando esses recursos são transformados em riquezas, poucos são os africanos que se beneficiam. Além do mais, os recursos estão espalhados em seu território, favorecendo os países de maneira muito irregular.

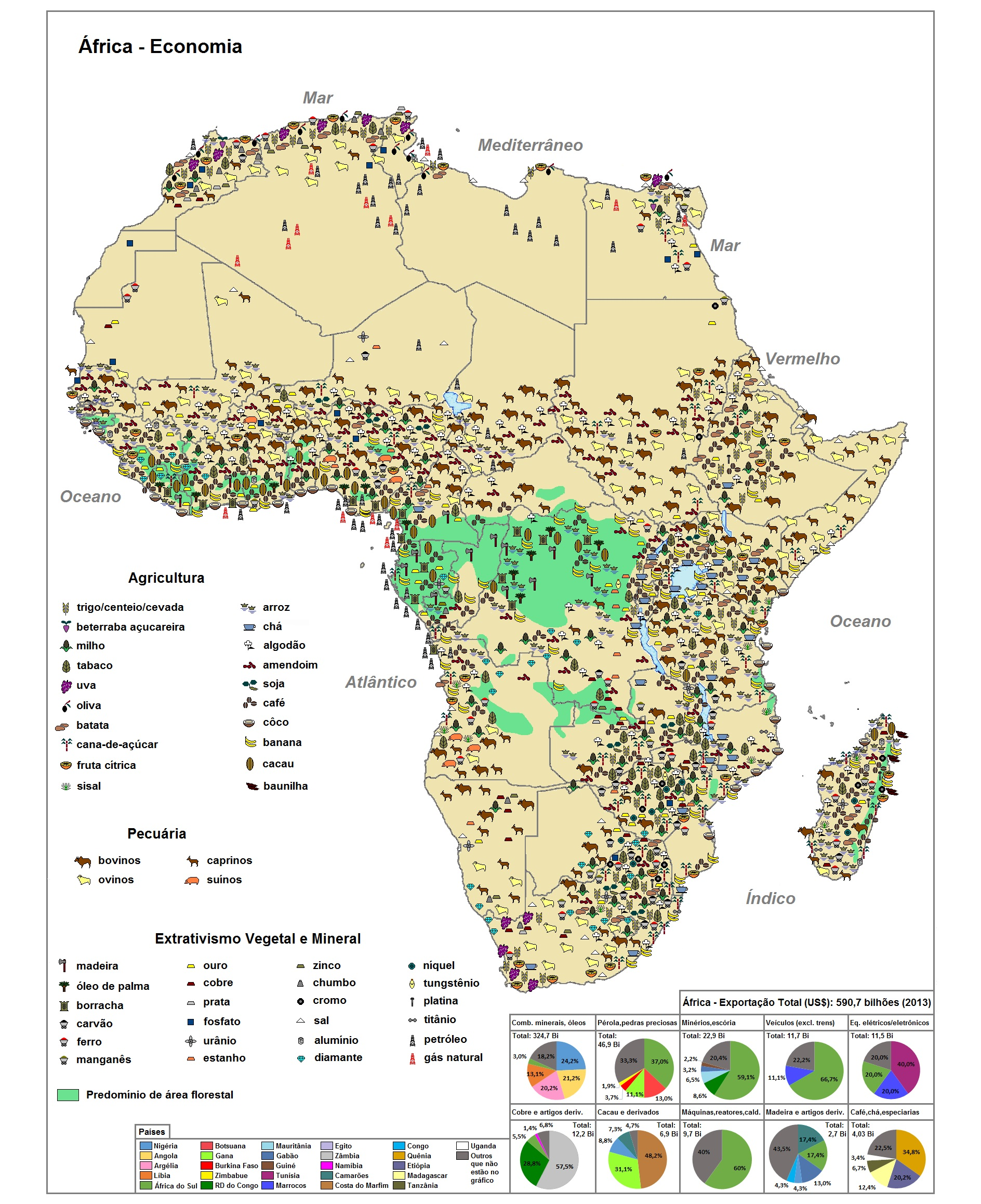
Africa Economia

## Indústria
Como já foi dito, no continente africano a indústria é bem modesta. As indústrias mais comuns são as que transformam as matérias-primas em produtos para exportação, como por exemplo usinas de açúcar, fábricas de óleos comestíveis, indústrias de beneficiamento de fibras de algodão, lã, sisal, etc..
Nas últimas décadas também começaram a aparecer indústrias com técnicas avançadas e material caro e sofisticado. Estas, porém, invariavelmente pertencem a empresas internacionais e visam produzir para a exportação. Instalaram-se na África pela vantagem de conseguir minérios, mão de obra e energia baratos.

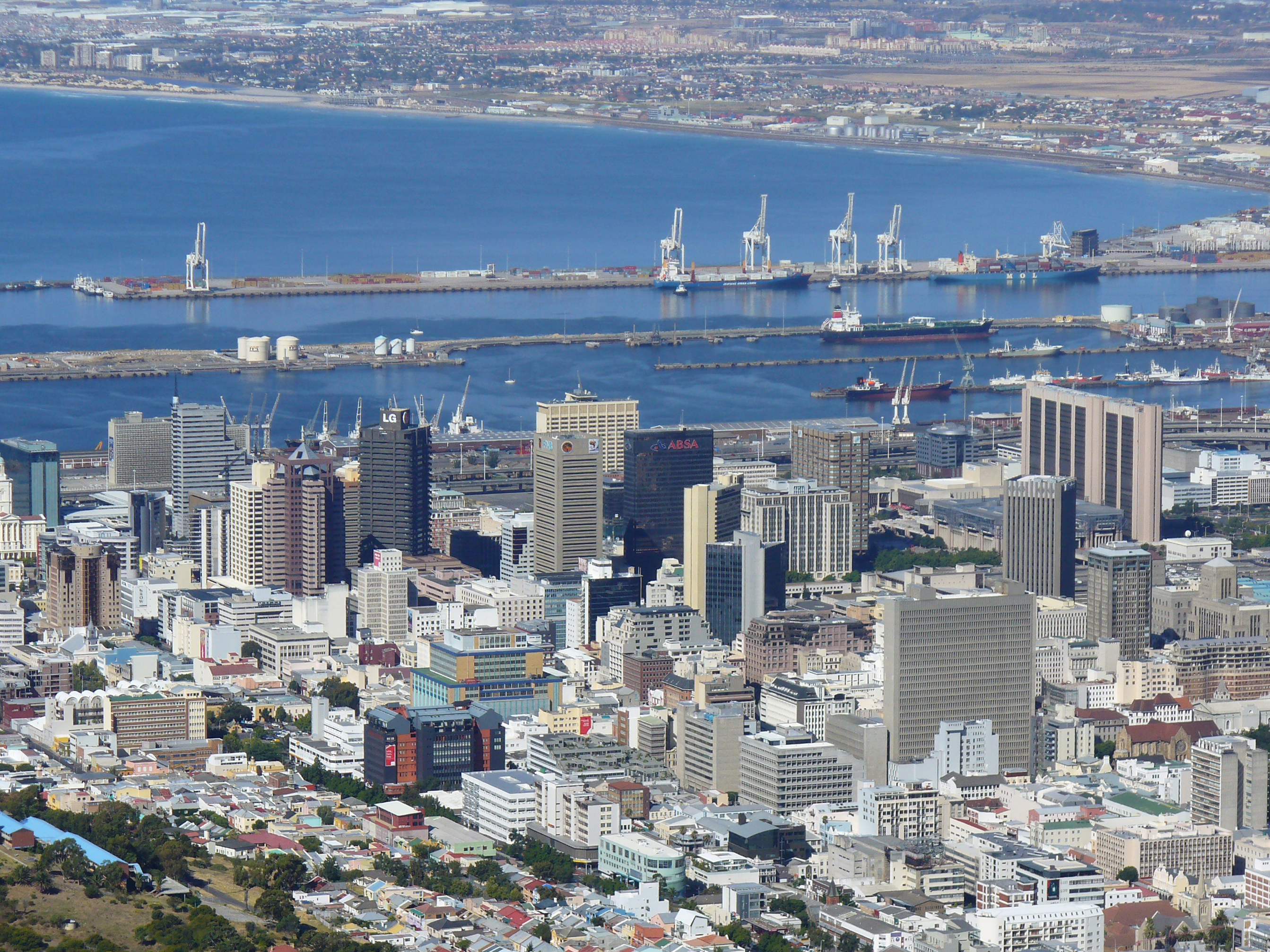
Vista do centro da Cidade do Cabo

As grandes indústrias de base — siderúrgicas, químicas etc. — aparecem em poucos países, como a África do Sul e o Egito. As indústrias que visam ao consumo interno são: alimentares; têxteis, que utilizam as fibras comuns na África, como algodão, lã e agave ou sisal; de materiais de construção; de cigarros e outras. Os eletrodomésticos não são muito consumidos. Uma das causas é a pequena produção e consumo de energia elétrica.
Dos países africanos o mais industrializado é a República da África do Sul. Apesar dos grandes recursos, os países africanos são pouco desenvolvidos industrialmente. Isso não quer dizer que vários deles não tenham procurado saídas para o problema. Em alguns, tem-se tentado reduzir a importação, incentivando a industrialização de produtos básicos. Atualmente, têm sido feitos também estudos e planejamentos com a finalidade de evitar desperdícios de recursos.